# Burg Beynac
Die Burg Beynac ist eine mittelalterliche Höhenburg in der südfranzösischen Gemeinde Beynac-et-Cazenac in der Region Nouvelle-Aquitaine. Sie zählt heute zu den besterhaltenen Burgen Frankreichs. Im 12. Jahrhundert als bloßer Bergfried auf einem 150 Meter über der Dordogne erhabenen und schwer zugänglichen Kalksteinplateau errichtet, diente die Anlage als ein strategisch optimaler Beobachtungs- und Verteidigungsposten.

## Geschichte

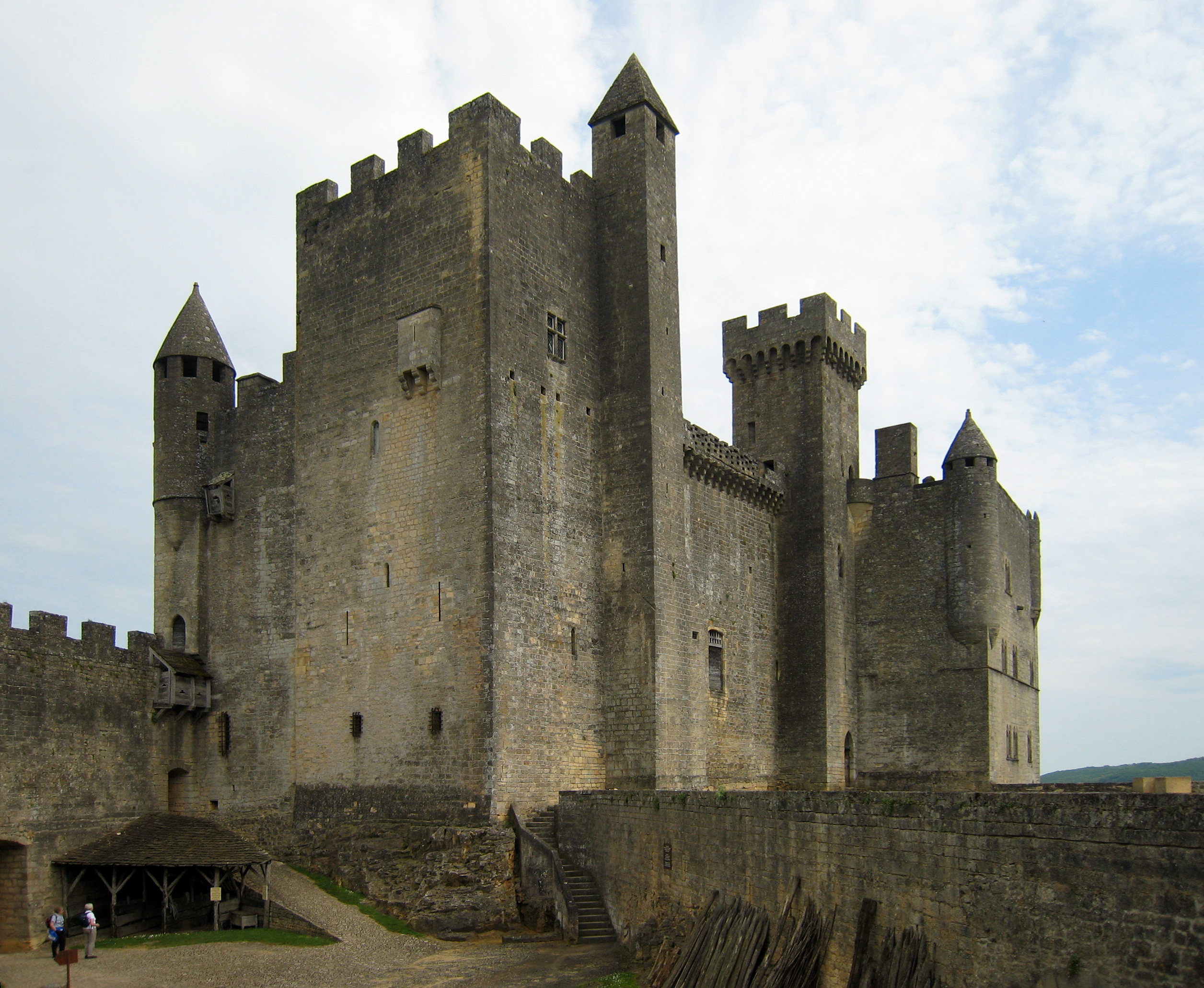
Donjon und angrenzende Gebäude

Nach ihrer Errichtung durch Maynard de Beynac bemächtigte sich 1194 Richard Löwenherz in seiner Eigenschaft als Herzog von Aquitanien kurzzeitig der Burg und vertraute sie dem königlichen Statthalter Marchadier an. Nach dem Tod Richards 1199 ging die Wehranlage wieder in den Besitz des lokalen Adels über.
Im gegen die Katharer gerichteten Albigenserkreuzzug wurde sie 1214 von Simon IV. de Montfort eingenommen und geschleift. Durch den Vertrag von Paris 1259, der die Besitzansprüche der englischen Krone in Frankreich regelte, wurde die Burganlage englisch.
Mit der Besetzung des letzten englischen Festlandbesitzes, des Herzogtums Guyenne durch König Philipp VI. 1337 und dem Beginn des Hundertjährigen Krieges wechselte die Festung Beynac abermals in französisches Lehen. In den nun folgenden Jahren war die Burg Beynac zusammen mit den umliegenden Burgen Marqueyssac, Fayrac und insbesondere Castelnaud Schauplatz permanenter Auseinandersetzungen als Ausdruck der französisch-englischen Rivalität im Périgord. 23 Jahre später erklärte der englische König Eduard III. im Frieden von Brétigny 1360 seinen Verzicht auf den französischen Thron, forderte dafür jedoch unter anderem die Guyenne und die Burg Beynac als englischen Kontinentalbesitz, musste sie aber 1368 endgültig an Frankreich abtreten.

## Bauwerk
Aufgrund der Lage am Steilhang über dem Fluss, ist die Burg nur auf der Nordseite durch eine zweifache Umwallung geschützt. Hier befindet sich auch der Zugang zu der ursprünglich im 13. Jahrhundert errichteten, später umgebauten und erweiterten Anlage. Ein mächtiger Hauptdonjon aus dem 13. Jahrhundert und ein kleinerer Nebendonjon aus dem 14. Jahrhundert bilden zusammen mit dem aus dem 15. Jahrhundert stammenden Wohngebäude einen unverwechselbaren Komplex von Turmbauten.

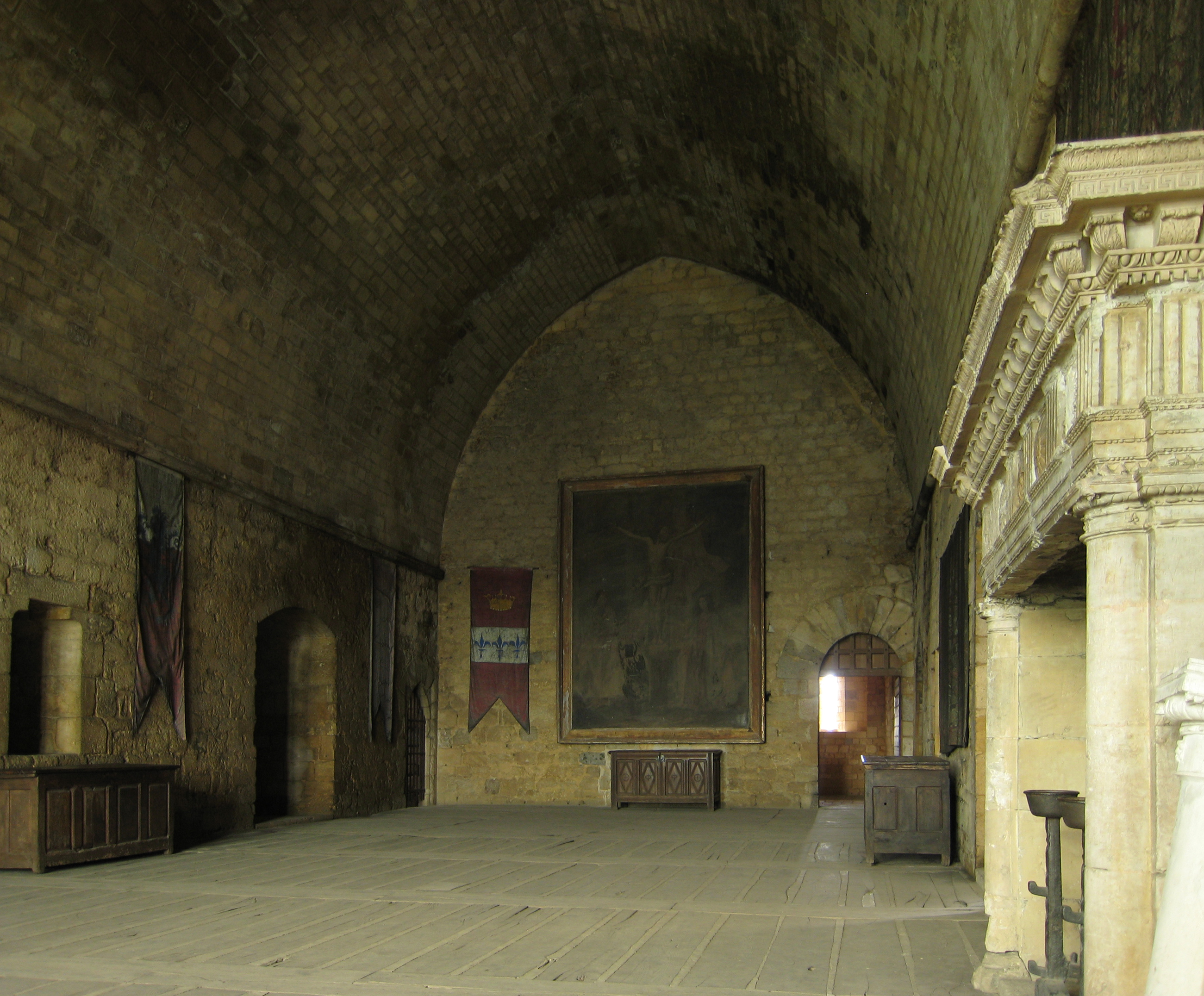
Grande Salle des Etats

Schaustück im Inneren ist der mittelalterliche Grande Salle des Etats mit seinem beeindruckenden Spitzbogengewölbe sowie einem mit Steinreliefs verzierten Renaissancekamin. Der Kamin gehört zusammen mit den nach unten erweiterten Spitzbogenfenstern zu einer im 17. Jahrhundert vorgenommenen Neugestaltung des Raumes. An den Wänden des angrenzenden Oratoriums wurden gotische Fresken aus dem 14. Jahrhundert mit naiv gemalten biblischen Szenen freigelegt: eine Abendmahlszene mit dem heiligen Martial von Limoges als Mundschenk, eine Kreuzigungsszene und Darstellungen mehrerer Mitglieder der Familie von Beynac.
Über die große Treppe aus dem 17. Jahrhundert gelangt man in einen mit Möbeln aus der Louis-treize-Zeit ausgestatteten Saal. Eine schmale Treppe führt auf den Wehrgang und zur südlichen Bastion. Von dort genießt der Besucher einen eindrucksvollen Ausblick über das Dordognetal. Am Rande des Felsens steht die romanische Schlosskapelle.
Die Burg war ab 1798 unbewohnt, bis sie 1961 von dem heutigen Besitzer erworben wurde. Ein langfristig angelegtes und in Teilen bereits ausgeführtes Restaurationsprogramm hat das Ziel, den ursprünglichen Zustand des Bauwerkes wiederherzustellen. 1999 diente die Burg als Kulisse für die Verfilmung der Geschichte der Johanna von Orléans durch den französischen Filmregisseur Luc Besson.

## Literatur

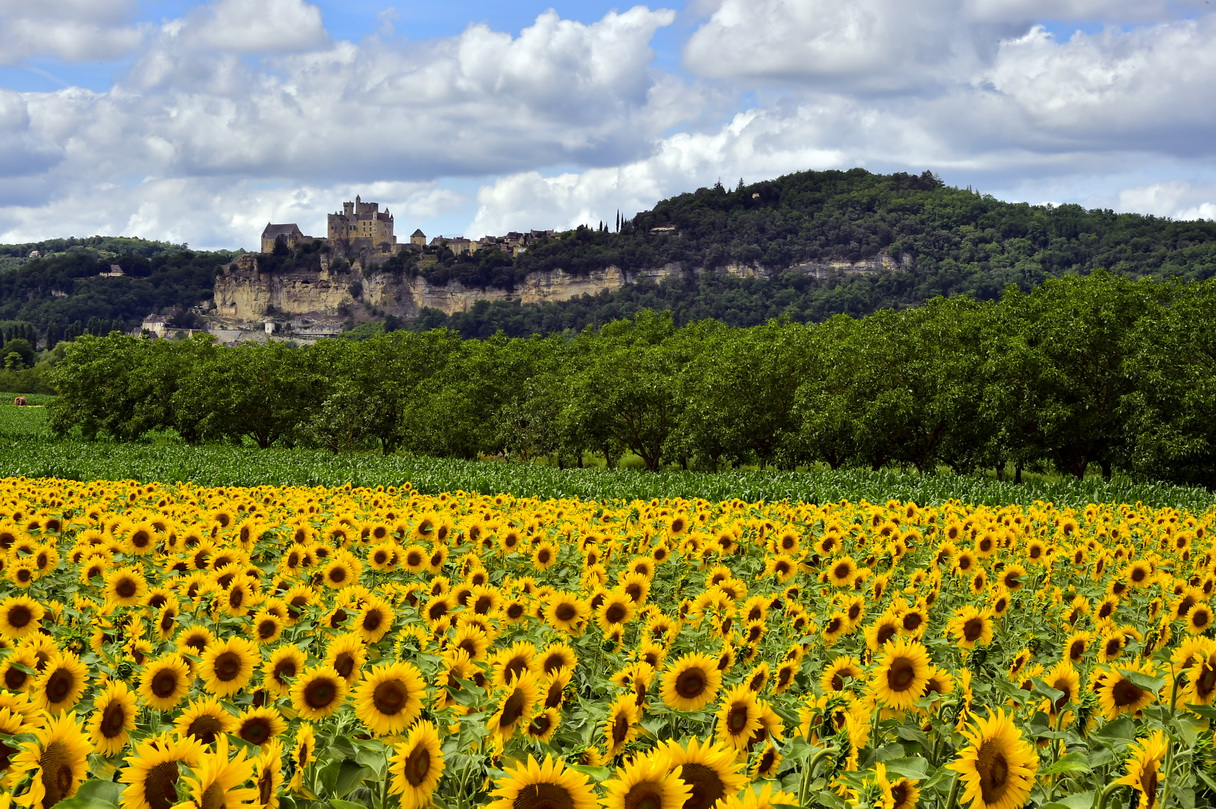
Burg Beynac aus Richtung Jardins de Marqueyssac